# Festung Golubac

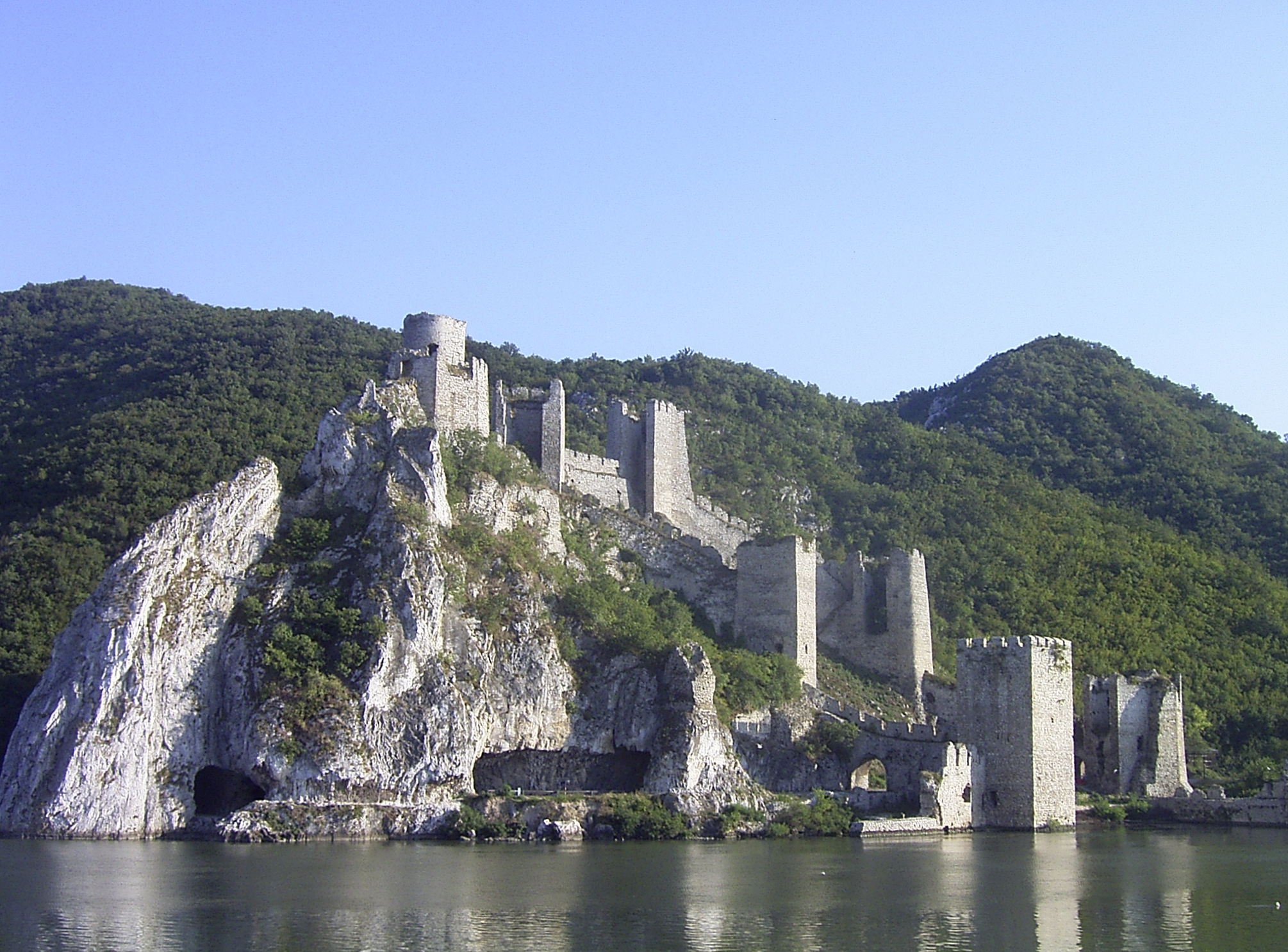
Festung Golubac an der Donau

Die Festung Golubac (serbisch Голубачки Град Golubački Grad), auch als Kolumbatz, Taubenstadt oder Taubenburg bekannt, ist eine Festung nahe der serbischen Stadt Golubac sowie dem Nationalpark Đerdap. Sie zählt zu den bedeutendsten mittelalterlichen Festungen an der Donau.

## Geschichte

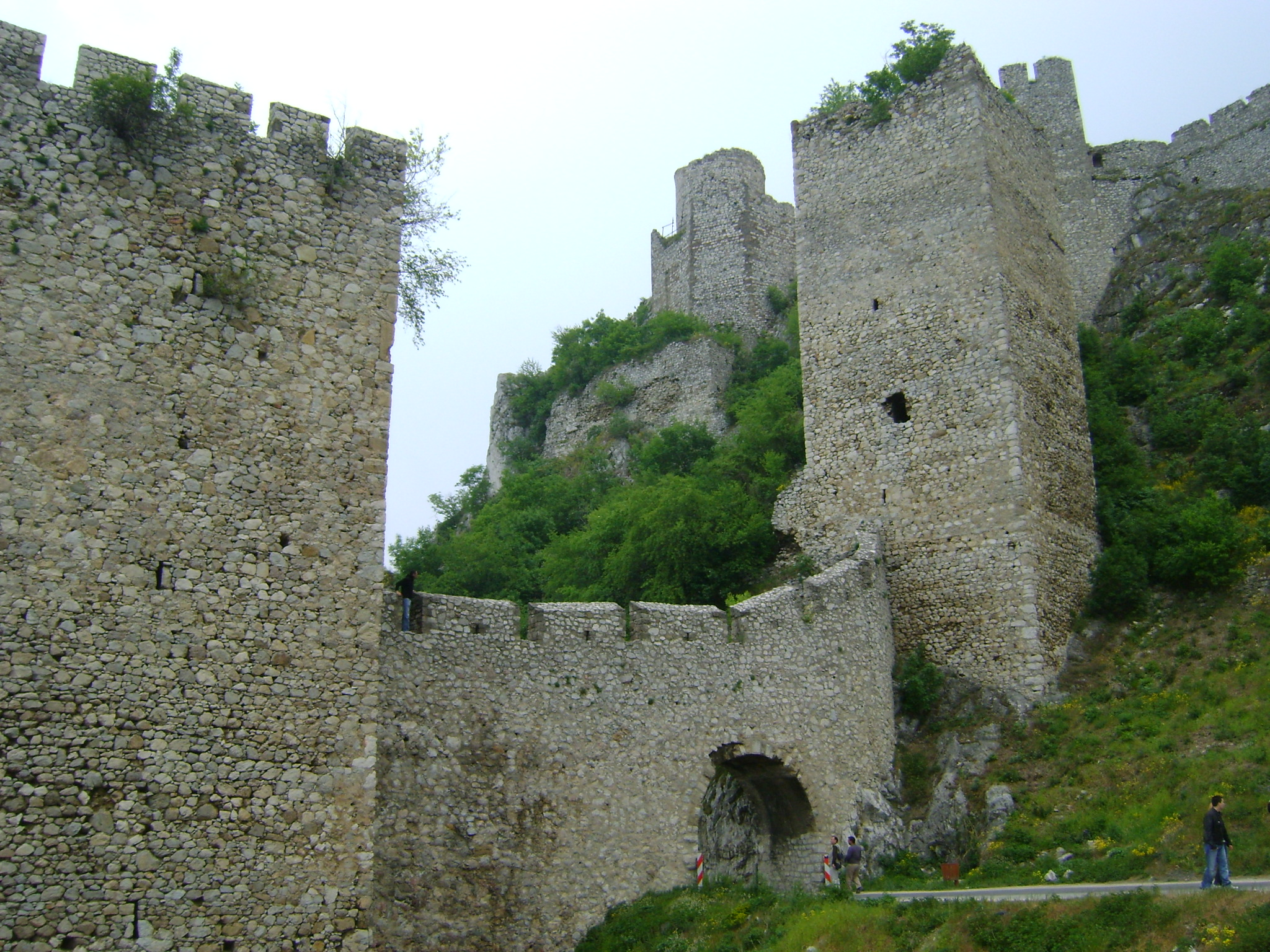
Befestigungsmauer und Türme der Festung Golubac

An der Stelle der Festung befand sich ein römischer Wehrbau mit Namen Columbaria (=Taubenhaus). Der davon abgeleitete serbische Name Golubački Grad oder auch Golubac bedeutet sinngemäß Taubenstadt oder Taubenburg. Es wird angenommen, dass sie im 14. Jahrhundert auf terrassenförmigen Felsen von serbischen Militärbaumeistern während der Herrschaft von König Dušan erbaut wurde.
Die Festung Golubac hat eine wechselvolle Geschichte. Vor ihrer Errichtung befand sich an dieser Stelle eine römische Siedlung. Während des Mittelalters war sie Schauplatz vieler Schlachten, besonders zwischen dem Osmanischen Reich und dem Königreich Ungarn. Die Stadt mit ihrer strategisch wichtigen Lage am Ufer der Donau wechselte häufig ihren Landesherrn, wurde zerstört und wieder aufgebaut und war abwechselnd unter türkischer, bulgarischer, ungarischer, serbischer und österreichischer Herrschaft. 1867 übergaben sie die Österreicher an Serbien.
Erwähnt wurde Golubac erstmals im Jahr 1335 in einer ungarischen Urkunde, etwas später auch in osmanischen Chroniken, wo aufgezeichnet wurde, dass die Festung Golubac bis 1389 in serbischen Händen war. 1391 wurden Festung und Siedlung von Sultan Bayezid I. eingenommen, der sie aber nicht lange halten konnte. Dann eroberte Ungarn unter Peter Perényi die Stadt und Festung zurück.
Im Jahr 1403 bekam der serbische Fürst Stefan Lazarević Golubac als Lehen von Ungarn. Nach seinem Ableben sollte Golubac an Ungarn zurückgegeben werden. Jedoch übergab der serbische Woiwode Jeremija die Stadt 1427 an die Osmanen. Vergeblich versuchte Ungarns König Sigismund, sie 1428 zurückzuerobern. Ab 1444, mit der Erneuerung des serbischen Staates (die Osmanen besetzten Serbien erstmals 1439), war Golubac erneut in serbischem Besitz, um 1456 wieder an die Osmanen zu fallen. Ungarn eroberte Golubac 1481 für kurze Zeit, und die Habsburger hielten sie von 1688 bis 1690 und von 1718 bis 1739. Danach herrschten wieder die Osmanen über Golubac, bis 1867, als sie es samt der Belgrader Festung an das damalige Fürstentum Serbien übergaben, nachdem sich die Serben durch den Zweiten Serbischen Aufstand endgültig von der Osmanischen Herrschaft befreien konnten.

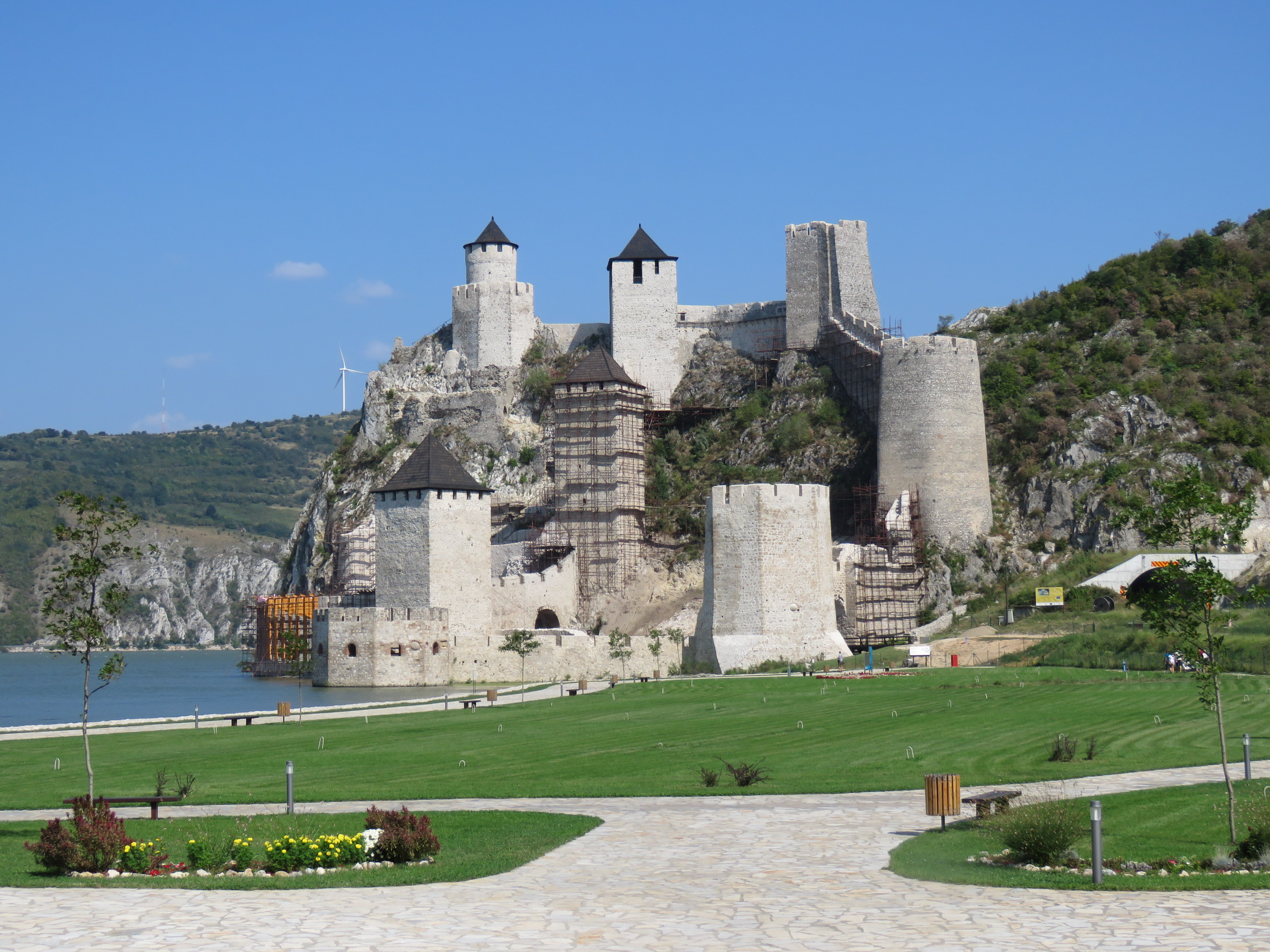
Die Burg während der Renovierung

2014 begann man mit dem Wiederaufbau der Burgruine. Dabei wurde ein neuer Tunnel gebaut und die früher durch die Unterburg führende Fernstraße verlegt. Die weiteren Planungen sehen den Bau einer Freilichtbühne in einem nahen Steinbruch sowie die Errichtung einer Siedlung mit Ferienhäusern vor.

## Bauwerk
Die Festung Golubac besteht aus einer Unter- und einer Oberburg. Insgesamt gibt es acht Türme, deren Höhe zwischen 20 und 30 Meter variiert. Die Reste einer serbisch-orthodoxen Kirche in der Oberburg zeugen von der Präsenz eines serbischen Burgherrn, von dem aber nichts näheres bekannt ist. Der unregelmäßige Grundriss der Festung folgt der Geländekonfiguration. Die gut erhaltenen Festungsbauwerke sind eine Attraktion für Touristen. Einige Bauten stehen direkt im Wasser, weil der Wasserspiegel der Donau durch die Aufstauung um mehrere Meter gestiegen ist. In unmittelbarer Nähe befindet sich auch das Eiserne Tor, das größte Durchbruchstal an der Donau und in Europa zwischen Serbien und Rumänien.